# Хмель японский
Хмель японский, или Хмель лазающий (лат. Humulus japonicus) — вид травянистых растений рода Хмель (Humulus) семейства Коноплёвые (Cannabaceae), распространённый на Дальнем Востоке России, в Восточном Китае, Японии и Корее.

## Ботаническое описание
Однолетняя двудомная лиана; стебли ребристые, до 6 м длиной, ветвящиеся, цепляющиеся. Листья супротивные, зубчатые, 5—7-пальчато-лопастные, 5—12 см длиной и шириной, в основании сердцевидные, снизу покрыты также мягкими жёлтыми дисковидными желёзками. Черешки почти такой же длины, как и пластинки, покрыты цепляющимися волосками.
Мужские цветки 5-мерные, собраны в метёльчатые соцветия, 15—25 см длиной; тычинок 5, в почкосложении прямые, нити тонкие, вдвое короче пыльников. Пыльники двугнёздные. Листочки околоцветника реснитчатые, густо-опушённые жёлтыми желёзками. Женские соцветия почти головчатые, 1,5—3 см длиной, 10—12-цветковые. Цветки расположены по одному в пазухе прицветника. Околоцветник 2,5 мм длиной, незаметный, неразделённый, плёнчатый, с 12—14 жилками, при плодах пятнистый; завязь верхняя, рылец 2, вдвое длиннее завязи. Соплодие плотное, почти головчатое, до 3 см длиной. Плод яйцевидно-шаровидный, 4—6 мм длиной, плотно заключённый в околоцветник и обёрнутый разросшимся, толстоватым, на верхушке длинно суженным прицветником. Зародыш свёрнут в спираль. Хромосомные числа: 2n = 16 у женских растений и 2n = 17 у мужских.

## Галерея
| Общий вид | Семена |